# Locul fosilifer Plaiul Hoților
Locul fisilifer Plaiul Hoților (monument al naturii) este o arie protejată de interes național ce corespunde categoriei a III-a IUCN (rezervație naturală de tip paleontologic), situată în județul Prahova, pe teritoriul administrativ al orașului Sinaia.

## Localizare
Rezervația naturală inclusă în Parcul Natural Bucegi și declarată arie protejată prin Legea Nr.5 din 6 martie 2000 (privind aprobarea Planului național de amenajare a teritoriului național - Secțiunea a III-a - zone protejate),  se află în culmea Plaiul Hoților (o prelungire a masivului Păduchiosul), în partea sud-vestică a orașului Sinaia, lângă drumul național DN71 ce leagă județul Dâmbovița de Prahova.

## Descriere
Aria protejată întinsă pe o suprafață de 6 hectare, reprezintă o zonă de abrupturi calcaroase, cu formațiuni de flișuri cretacice stratificate, alcătite din roci argilo-marnoase de culoare cenușiu-gălbui, urmate de marne tari și conglomerate tilloide cu blocuri mari de calcare și șisturi marno-argiloase cu inserții de calcit; cu bogate depozite de faună fosilă, alcătuite din resturi de lamelibranhiate, gastropode, cefalopode sau brahiopode; precum și cu depozite de resturi fosilifere de plante.